# Рванг Пам
Рванг Пам Стадиум (Rwang Pam Stadium) — многофункциональный стадион в Джосе, Нигерия. В основном он используется для проведения футбольных матчей. Является домашней ареной для команд Plateau United, Mighty Jets и Giwa FC. До своего расформирования на нём также играла команда JUTH F.C.. Вместимость стадиона 15 000 человек.
После беспорядков 2010 года в Джосе стадион в феврале 2011 был вновь открыт для проведения матчей нигерийской Премьер-Лиги. 